# Thỏ Alaska

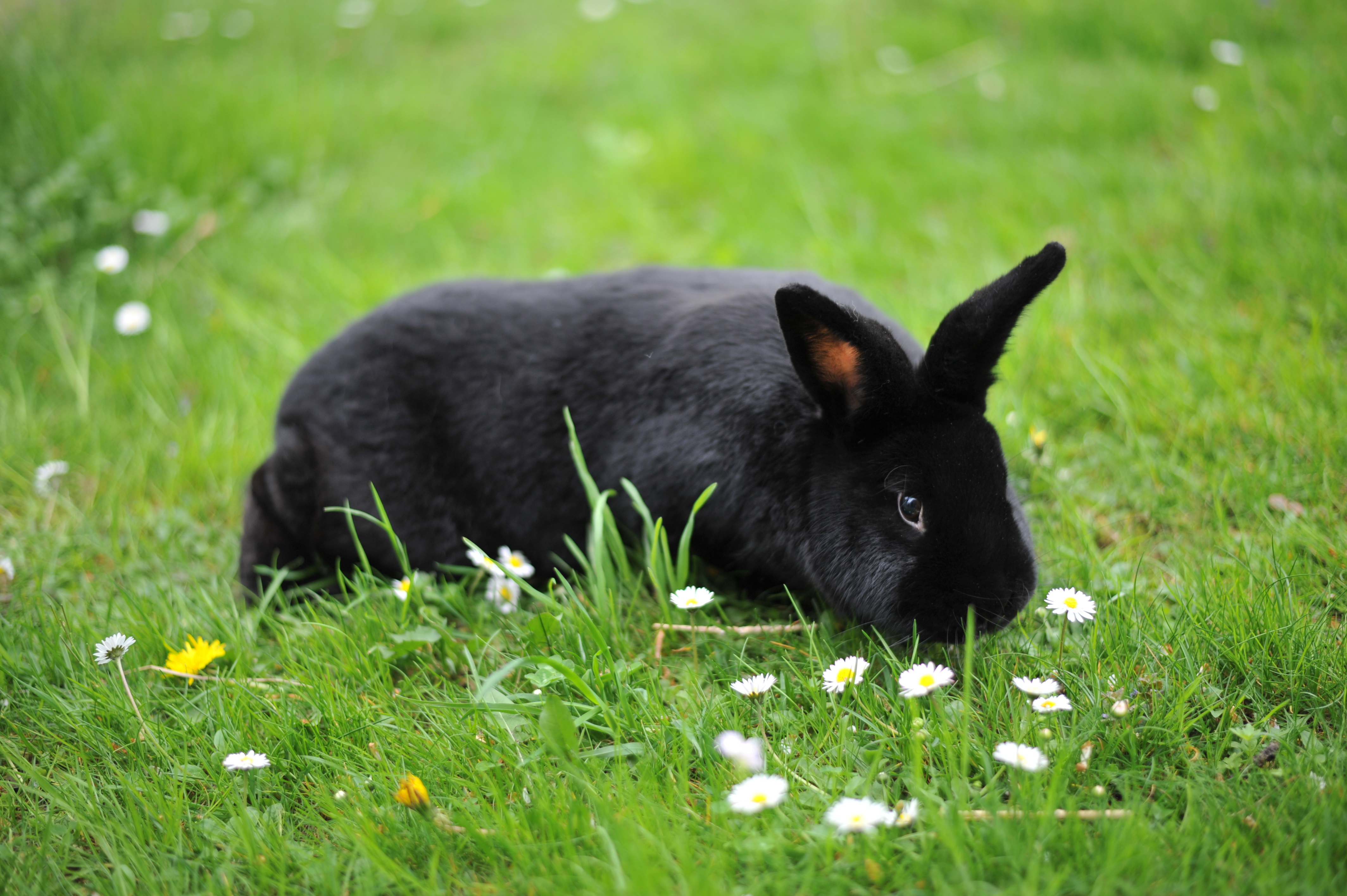
Một con thỏ đen Alaska

Thỏ Alaska là một giống thỏ có nguồn gốc từ Đức, trái với tên gọi của nó là Alaska, một bang của nước Mỹ. Chúng là một giống thỏ được công nhận bởi Hội đồng thỏ Anh (British Rabbit Council) tuy nhiên nó không được công nhận bởi Hiệp hội nuôi thỏ Mỹ (American Rabbit Breeders).

## Lịch sử
Thỏ Alaska đã được lai tạo ra vào năm 1900 bởi Max Fischer, Gotha, và Schmidt. Chúng tạo ra từ phép lai chéo giữa các giống thỏ Havana, thỏ Hà Lan, thỏ Himalaya và thỏ Argente với mục tiêu có được một con thỏ mà đó sẽ là lợi nhuận trong các ngành nghề lông của thời điểm đó. Họ đã không đạt được mục tiêu này, và thay vào đó đã kết thúc với một con thỏ Alaska đen được biết đến ngày hôm nay. Những con thỏ Alaskan đen được thể hiện đầu tiên vào năm 1907, và nhập khẩu đến Bắc Mỹ vào những năm 1970 bởi Bert Reurs của Canada. Nó được coi là một giống lấy lông bình thường theo tiêu chuẩn của Hội đồng thỏ Anh.

## Đặc điểm
Chúng là một con thỏ giống cỡ trung bình, nặng khoảng 3–4 kg (7-9 lb) với bộ lông màu đen bóng, và không có màu sắc nào khác hơn so với màu đen là một lỗi từ quá trình sinh sản. Các con thỏ Alaska nặng 7-9 lbs. Chúng là vật nuôi nhạy cảm với các yếu tố ngoại cảnh (chốn trạy, sợ tiếng động), khả năng thích ứng với môi trường kém. Nếu được chăm sóc tốt, chúng sẽ trở nên thân thiện và vui vẻ.
Tránh tiếp xúc với các loài động vật khác, đặc biệt là chuột. Nếu ban ngày chúng ăn không hết thức ăn thì cần vét sạch máng, nếu thừa chuột sẽ lên ăn và cắn chết thỏ, nhất là thỏ con mới đẻ. Thỏ là loài gia súc yếu, sức đề kháng cơ thể kém, dễ cảm nhiễm các mầm bệnh và phát triển thành dịch, khi mắc bệnh chúng rất dễ chết.
Dạ dày chúng co giãn tốt nhưng co bóp yếu. Nhiều con bị chứng sâu răng hành hạ và có vấn đề về tiêu hóa. Chúng cũng bị mắc một số bệnh như bại huyết, ghẻ, cầu trùng, viêm ruột, do ăn thức ăn sạch sẽ, không bị nấm mốc. Nếu thấy chúng có hiện tượng phân hôi, nhão sau đó lỏng dần thấm dính đét lông quanh hậu môn, kém ăn, lờ đờ uống nước nhiều đó là bệnh tiêu chảy. Chúng hiếu động và ham chạy nhảy, sinh trưởng tốt, nuôi chúng không cần nhiều diện tích.

## Chăm sóc
Cho ăn cà rốt có thể khiến chúng bị sâu răng, cũng như gây nên những vấn đề về sức khỏe khác. Cà rốt và táo chứa nhiều đường thực vật, chỉ nên cho thỏ ăn những loại này ít. Chúng thích cam thảo nhưng nó lại không tốt bởi thỏ không thể tiêu hóa đường. Chúng thông thường không ăn rau củ có rễ, ngũ cốc hoặc trái cây, đặc biệt là rau diếp. Nên cho thỏ ăn cỏ, cải lá xanh đậm như bắp cải, cải xoăn, bông cải xanh (phải rửa sạch).
Luôn có thức ăn xanh trong khi chăm sóc, lượng thức ăn xanh cho chúng luôn chiếm 90% tổng số thức ăn trong ngày. Có thể cho chúng ăn thêm thức ăn tinh bột, không được lạm dụng vì chúng sẽ dễ bị mắc bệnh về đường tiêu hóa dẫn đến chết. Nhiều người cho rằng thỏ không cần uống nước là sai. Thỏ chết không phải do uống nước hay ăn cỏ ướt mà vì uống phải nước bẩn và ăn rau bị nhiễm độc.